# The Paradigm Shift
The Paradigm Shift es el undécimo álbum de la banda de metal alternativo Korn. Fue lanzado al mercado el 8 de octubre de 2013, con Don Gilmore como productor. Marcó el regreso del guitarrista original de la banda, Brian "Head" Welch siendo su última participación en 2003 con Take a Look in the Mirror. Alcanzó el puesto número 8 del Billboard 200, consiguiendo ingresar su décimo segundo álbum en el top 10.

## Antecedentes
Un año después del lanzamiento de The Path of Totality, Korn comenzó la proposición de ideas para su próximo álbum. James "Munky" Shaffer señaló que el álbum contendría elementos más oscuros similares a Issues (1999) mezcladas con la pesadez de Untouchables (2002). El 2 de mayo de 2013, se reveló que el guitarrista Brian "Head" Welch se reunió con la banda después de una ausencia de ocho años y había estado grabando para el nuevo álbum. El primer sencillo «Never Never» fue lanzado a principios de agosto, convirtiéndose en el primer número uno de la banda en el Billboard Mainstream Rock Songs.
Una edición especial del álbum se lanzó el 22 de julio de 2014, bajo el título The Paradigm Shift: World Tour Edition. Contiene nuevas grabaciones y versiones de las canciones del álbum en directo. Esta nueva edición del álbum incluye la canción, «Hater», la cual fue lanzada como sencillo el 19 de junio de 2014.

## Título
Munky explicó el título del álbum con estas palabras: “Es un término que abarca diferentes perspectivas. Puedes ver una obra de arte desde un ángulo y te llevas  una determinada imagen. Si se mira desde otro punto de vista, es una imagen completamente diferente. Nosotros comparamos eso a Korn en 2013. Con la cabeza de nuevo en el redil, todos los fanes nos han amado desde el primer día y están ahí, pero los estamos interpretando desde una nueva perspectiva. Es un Korn más grande, más brillante y audaz.”

## Lista de canciones
Jonathan Davis declaró que la versión estándar del álbum contaría con 15 pistas, de las canciones "más de 20", la banda grabó durante las sesiones de estudio. Sin embargo, el listado oficial de canciones revelada por la revista Revolver a finales de julio de 2013 contiene 11 pistas, con el agregado de dos pistas en una edición especial. La lista de canciones incluye la canción "Lullaby for a Sadist", que Korn registra inicialmente por su décimo álbum de estudio, pero se quedó fuera cuando tuvieron la idea de grabar un álbum influenciado únicamente por el dubstep.
| Edición estándar |                                  |          |  |
| N.º              | Título                           | Duración |  |
| 1.               | «Prey for Me»                    | 3:37     |  |
| 2.               | «Love & Meth»                    | 4:03     |  |
| 3.               | «What We Do»                     | 4:06     |  |
| 4.               | «Spike in My Veins» (con Noisia) | 4:24     |  |
| 5.               | «Mass Hysteria»                  | 4:04     |  |
| 6.               | «Paranoid and Aroused»           | 3:34     |  |
| 7.               | «Never Never»                    | 3:41     |  |
| 8.               | «Punishment Time»                | 4:00     |  |
| 9.               | «Lullaby for a Sadist»           | 4:18     |  |
| 10.              | «Victimized»                     | 4:00     |  |
| 11.              | «It's All Wrong»                 | 3:32     |  |
| 42:54            |                                  |          |  |

| Edición especial para Japón |                            |          |  |
| N.º                         | Título                     | Duración |  |
| 12.                         | «Wish I Wasn't Born Today» | 3:03     |  |
| 13.                         | «Tell Me What You Want»    | 3:02     |  |
| 14.                         | «Die Another Day»          | 3:45     |  |
| 52:44                       |                            |          |  |

| World Tour Edition |                                                 |          |  |
| N.º                | Título                                          | Duración |  |
| 1.                 | «Hater»                                         | 3:53     |  |
| 2.                 | «The Game Is Over»                              | 3:40     |  |
| 3.                 | «Die Another Day»                               | 3:43     |  |
| 4.                 | «Love & Meth (En vivo en Londres)»              | 4:10     |  |
| 5.                 | «Here to Stay (En vivo en Londres)»             | 4:53     |  |
| 6.                 | «Get Up! (En vivo en Moscú)»                    | 4:07     |  |
| 7.                 | «Never Never (En vivo en Moscú)»                | 4:19     |  |
| 8.                 | «Got the Life (En vivo en Denver)»              | 4:02     |  |
| 9.                 | «Another Brick In the Wall (En vivo en Denver)» | 9:25     |  |

| Reconciliation (DVD) |                             |          |  |
| N.º                  | Título                      | Duración |  |
| 1.                   | «The Separation / The Seed» | 13:14    |  |
| 2.                   | «Writing Sessions, Pt. 1»   | 6:38     |  |
| 3.                   | «Writing Sessions, Pt. 2»   | 5:47     |  |
| 4.                   | «Writing Sessions, Pt. 3»   | 9:50     |  |
| 5.                   | «Writing Sessions, Pt. 4»   | 1:47     |  |
| 6.                   | «Guitars Tracking»          | 4:06     |  |
| 7.                   | «Bass Tracking»             | 2:10     |  |
| 8.                   | «Drums Tracking»            | 3:30     |  |
| 9.                   | «Vocals Tracking, Pt. 1»    | 2:54     |  |
| 10.                  | «Vocals Tracking, Pt. 2»    | 7:33     |  |
| 11.                  | «The Tree»                  | 2:57     |  |

## Personal

### Korn
- Jonathan Davis - voz principal, gaitas
- Brian "Head" Welch - guitarras
- James "Munky" Shaffer - guitarras
- Reginald "Fieldy" Arvizu - bajo
- Ray Luzier - batería, percusión

### Otros créditos
- Don Gilmore - producción, mezcla.
- Marca Kiczula - ingeniería, mezcla, producción adicional.
- Tom Lord-Alge - mezcla
- Brad Blackwood en Euphonic Masters - masterización
- Noisia - producción y música adicional ("Spike in My Veins").